# GADORO
GADORO（ガドロ、1990年11月29日 - ）は、宮崎県児湯郡高鍋町出身のMC。本名は増本一博

## 来歴
高校2年生の時に般若の影響でラップを始めた。
2013年、ULTIMATE MC BATTLE（UMB）2013宮崎予選で決勝にてMOL53に敗戦。
2014年、UMB2014宮崎予選決勝でYOKO-Uを倒し優勝しUMB本戦へ出場、UMB本戦一回戦で岡山代表のFEIDA-WANに敗戦した。2015年、9SARI主催のK.O.K九州予選で優勝し、9月に新宿ReNYで行われた本戦では準決勝で崇勲と再延長にもつれこんだ末破れた。
2016年2月にはテレビ朝日「フリースタイルダンジョン」にチャレンジャーとして参戦した。モンスターの漢 a.k.a. GAMIとサイプレス上野に対して審査員満場一致のクリティカルヒットで勝利し、隠れモンスターとして登場したラッパ我リヤのQと対戦するも敗戦。同年8月にはリベンジャーとして再び登場し、CHICO CARLITO、漢 a.k.a. GAMIを倒し念願のR-指定に挑んだものの2ラウンド目で敗北した。
2016年11月6日に行われた戦極 MCBATTLE第15章本戦では全国大会で決勝へ進出。決勝ではMOL53との宮崎対決を制し、賞金50万円とKING OF KINGS 2016の決勝ラウンド出場権を獲得した。
2017年1月8日にディファ有明で行われた「KING OF KINGS 2016本戦」に出場。決勝で輪入道と戦い延長の末勝利し、賞金150万円を獲得した。
2018年1月の「KING OF KINGS 2017 グランドチャンピオンシップ ファイナル」にディフェンディングチャンピオンとして出場することがこの頃発表された。
2018年1月にフリースタイルダンジョンに再びチャレンジャーとして登場。1年振りのバトルとなったが2代目モンスターのACEにクリティカルで敗退した。
2018年1月12日にZEPP DiverCityにて行われた「KING OF KINGS 2017 グランドチャンピオンシップ ファイナル」にディフェンディングチャンピオンとして出場し、決勝でMOL53との宮崎対決を延長4回の末 大会連覇を達成し、賞金300万を獲得した。
2023年5月ディスコグラフィ
2025年3月自身の夢である武道館公演「四畳半から武道館」を行った

### 人物
幼少期に父親が犯罪を犯し5年服役し、母はそんなGADOROを養うためにスナックで働いていたため祖母の家で過ごす事が多かった。学生時代は野球部で野球に励んでいた。自己中心的な性格から友達がおらず、鬼ごっこで追いかけてきた鬼を殴るなどしていたため友達がいなかった。自身の楽曲「ハジマリ」でも「野球部練習相手はいつも壁だった」と言う歌詞がある。
漢kitchenでUFCの選手で例えたり、自身の楽曲「クソ親父へ」のmvの裏側撮影の際、父役のとろサーモンの久保田かずのぶが女性役にふざけてリアネイキッドチョーク際に、クレベル・コイケみたいになっていましたよ。とツッコむ場面があったりと、格闘技が好きらしい
なにも才能がなく、ラップが無かったら今頃ホームレスになっていたと語る。高校卒業後にパチンコ店で働いた際に間違えて隣の20箱を換金したり、鉄筋屋で釘を500本すべて逆向きにしたり、ピーマン千切りのバイトをやっていたなどの逸話がある。
MCバトルにはもう出ない「即興をやることで自分が思ってないことも口にしてしまう」とインタビューで話した。
GADOROは恋人に向けた曲「Sugar hope」や父親に向けた曲「クソ親父へ」母親に向けた曲「はなみずき」のように家族や親族に向けた曲を何曲か出しており、その中でも祖母に向けた曲は「最期の詩」ともういちど feat.紅桜」の2曲を出している。
自身のアルバムの「HOME」に収録されてる「自遊空間Remix feat.fork ポチョムキン 街裏ぴんく」と「TAKANABE」に収録されてる「自遊空間」の歌詞にはどちらも池田エライザが登場する

### 配信限定シングル
|     | 発売日         | タイトル        |
| --- | -------------- | --------------- |
| 1st | 2016年12月2日  | クズ            |
| 2nd | 2017年10月11日 | KUSONEET DREAMS |
| 3rd | 2020年3月11日  | ハジマリ        |
| 4th | 2021年8月13日  | Grateful Days   |
| 5th | 2022年11月29日 | ここにいよう    |
| 6th | 2023年1月17日  | ラッパーなのに  |
| 7th | 2023年2月7日   | 最後に          |
| 8th | 2023年11月29日 | カナデ          |

### 楽曲提供
| 発売日        | タイトル  | アーティスト名                         | 種類 | 規格品番  | 備考                       |
| ------------- | --------- | -------------------------------------- | ---- | --------- | -------------------------- |
| 2017年12月6日 | 迷宮壁    | 神宮寺寂雷（CV速水奨）                 | 作詞 | KICM-3333 | 「ヒプノシスマイク」関連曲 |
| 2021年3月10日 | TOMOSHIBI | 麻天狼（CV速水奨、木島隆一、伊東健人） | 作詞 | KICA-3290 | 「ヒプノシスマイク」関連曲 |

### 参加作品
| 発売日         | タイトル                                                                    |
| -------------- | --------------------------------------------------------------------------- |
| 2018年9月26日  | SIMON JAP『くそったれFor Life (Remix) [feat. GADORO & 漢 a.k.a.GAMI]』      |
| 2020年4月4日   | 詩音『茉莉花 (feat. GADORO)』                                               |
| 2020年11月25日 | DJ PMX『Insane In The Brain』(feat. GADORO & AK-69)                         |
| 2021年10月20日 | KEN THE 390『Verses』(feat.GADORO & NORIKIYO)                               |
| 2022年4月25日  | HACNAMATADA, THUNDER & GADORO『好きなように生きればいい (hacnamatada ver)』 |
| 2024年9月4日   | SPICY CHOCOLATE 『目玉焼き』 （feat.GADORO & ARARE)                         |

## 主なライブ
2017年
- 1月08日 - KING OF KINGS 2016 GRAND CHAMPIONSHIP FINAL
- 8月25日 - SUMMER BOMB 2017 Organized by Zeebra

2018年
- 3月10日 - Zephyren presents A.V.E.S.T project Vol.12
- 5月24日 - 第1回 暴道祭
- 6月10日 - "菖蒲ノ譚詩曲" 1st mini album Release Party
- 7月22日 - FREEDOM aozora 2018 九州
- 10月14日 - ART IS NOT DEaD
- 11月03日 - TOP GUN SPECIAL

2019年
- 3月02日 - Zephyren presents A.V.E.S.T project Vol.13
- 6月08日〜30日 - SUIGARA RELEASE TOUR 2019
- 7月20日 - FREEDOM beach
- 8月17日 - SUMMER BOMB 2019
- 8月18日 - ナツナバル2019
- 9月07日 - ヒプノシスマイク-Division Rap Battle-4th LIVE
- 11月02日 - TOP GUN SPECIAL

2020年
- 2月02日 - RUDE SPECIALS
- 3月01日 - Zephyren presents A.V.E.S.T project Vol.14
- 3月06日 - amethyst presents
- 10月24日 - 夏の魔物SPECIAL MAMONOISM
- 12月05日 - FREEDOM beach 2020 drive in party リベンジ!

2022年
- 6月24日 - #ノブフェス 2022～神戸場所～
- 8月21日 - FREEDOM 青空 2022 淡路島

2024年
- 8月16日-GADORO ONE MAN LIVE ｢TAKANABE｣ at Zepp Diver City

2025年
- 3月6日-GADORO 日本武道館ワンマンライブ  ｢四畳半から武道館｣